# 迷宮ラブソング
『迷宮ラブソング』（めいきゅうラブソング）は、日本の男性アイドルグループ・嵐の通算36枚目となるシングル。2011年11月2日にジェイ・ストームから発売された。

## 概要
- 前作「Lotus」から約9か月ぶりのシングルとなる。

- 初回限定盤、通常盤の2種類での発売となり、それぞれ収録曲・ジャケット写真ともに異なる。

- 表題曲は、メンバーの櫻井翔主演 フジテレビ系火9ドラマ『謎解きはディナーのあとで』の主題歌で、前作に引き続き3作連続のドラマ主題歌である[1][2]。また、2013年8月公開の『映画 謎解きはディナーのあとで』の主題歌としても起用された。

- 初回限定盤には、表題曲のビデオ・クリップとカップリング曲「消えぬ想い」を収録。

- 通常盤には、「together, forever」、櫻井がRap詞を手掛けた「うたかた」、「wanna be...」のカップリング3曲に加え、オリジナル・カラオケ4曲を収録。

## その他
- 2011年10月19日に表題曲の着うたがドワンゴ関連のウェブサイトで配信された[3][4]。

- PVは5人が人間すごろくをして遊ぶシーン（設定上では「パズルの世界」）がメインとなっている。

- 嵐のシングルでは初めて通常盤と初回限定盤でカップリング曲が異なっており、2種類を合わせると新曲は5曲であり、嵐のシングルで史上最多の新曲数である。（通常盤のカップリング曲はオリジナル・カラオケが存在しているが、初回限定盤のカップリング曲はオリジナル・カラオケは存在しない）今作も「Lotus」（2011年）に続き、PVのメイキング映像が収録されていない。

## チャート成績
発売前日付の2011年11月1日付オリコンデイリーシングルチャートで推定売上枚数24.0万枚を記録し、初登場で1位にランクインした。
2011年11月14日付オリコン週間シングルチャートで初登場1位を獲得。12作目のシングル「PIKA★★NCHI DOUBLE」以降25作連続、通算32作目の1位獲得となった。通算32作の1位獲得はB'zの45作、浜崎あゆみの37作に続き歴代3位の記録となった。初動売上は約53.0万枚を記録し、累計売上は64万枚となった。
ビルボードジャパンのチャートでは、2011年11月14日付のBillboard JAPAN HOT 100、Billboard JAPAN Hot Singles Salesで首位、Billboard JAPAN Hot Top Airplayで12位となった。販売形態別に集計されるサウンドスキャンのチャートでは、2011年10月31日から11月6日調査分の週間シングルCDソフトTOP20で初回限定盤が約32.3万枚を売り上げて1位、通常盤が約15.3万枚で2位となり、1位と2位を独占する結果になった。また、2011年11月度には日本レコード協会にダブル・プラチナ認定された。

## 収録曲

### CD

#### 通常盤
1. 迷宮ラブソング［4:39］
作詞：伊織
作曲：iiiSAK, Dyce Taylor
編曲：Trevor Ingram
  - 櫻井翔主演 フジテレビ系ドラマ『謎解きはディナーのあとで』主題歌
  - 櫻井翔主演 映画『映画 謎解きはディナーのあとで』主題歌
2. together, forever［4:45］
作詞・作曲：100+
編曲：佐々木博史
3. うたかた［4:07］
作詞：R.P.P.
Rap詞：櫻井翔
作曲：youwhich, Dyce Taylor
編曲：youwhich
4. wanna be...［3:31］
作詞：伊織, Soluna
作曲：大島こうすけ
編曲：吉岡たく
5. 迷宮ラブソング（オリジナル・カラオケ）
6. together, forever（オリジナル・カラオケ）
7. うたかた（オリジナル・カラオケ）
8. wanna be...（オリジナル・カラオケ）

#### 初回限定盤
1. 迷宮ラブソング
2. 消えぬ想い［4:06］
作詞：alt
作曲・編曲：市川喜康, マシコタツロウ, ha-j

### DVD
※初回限定盤のみ
1. 「迷宮ラブソング」ビデオ・クリップ

## 収録アルバム
- ウラ嵐マニア（初回限定盤#2, 通常盤#2 - 4）
- Popcorn（#1）
- 5×20 All the BEST!! 1999-2019（#1）
- ウラ嵐BEST 2008-2011（初回限定盤#2, 通常盤#2 - 4）

| 前奏 | 前奏       | → | 1A・1B | 1A・1B        | → | 1サビ | 1サビ      | → | 2A・2B | 2A・2B        | → | 2サビ・C 3A | 2サビ・C 3A | → | 最終サビ・ 後奏 | 最終サビ・ 後奏 |
|      | ロ長調 (B) | → |        | 嬰ヘ長調 (F♯) | → |       | ロ長調 (B) | → |        | 嬰ヘ長調 (F♯) | → |             | ロ長調 (B)  | → |                 | ハ長調 (C)      |

## 映像作品
迷宮ラブソング
- ARASHI アラフェス NATIONAL STADIUM 2012
- ARASHI LIVE TOUR Popcorn
- ARASHI アラフェス'13 NATIONAL STADIUM 2013
- ARASHI Live Tour 2013 “LOVE”
- ARASHI BLAST in Hawaii
- ARASHI LIVE TOUR 2014 THE DIGITALIAN
- ARASHI BLAST in Miyagi
- ARASHI Anniversary Tour 5×20
- This is 嵐 LIVE 2020.12.31